# Neu-El-Alamein
Neu-El-Alamein (arabisch العلمين الجديدة, DMG al-ʿAlamain al-ǧadīda) ist eine Planstadt im Nordwesten Ägyptens, die am 1. März 2018 vom ägyptischen Präsidenten Abd al-Fattah as-Sisi eingeweiht wurde. Neu-El-Alamein liegt am Mittelmeer, etwa 85 km westlich des internationalen Flughafens Borg al-Arab und in der Nähe des Ortes El-Alamein, auf den sich der Stadtname bezieht. Neu-El-Alamein gehört zu den Megaprojekten der Regierung as-Sisi und soll zu einem zukünftigen Zentrum für Tourismus und Bildung an Ägyptens Mittelmeerküste ausgebaut werden.

## Geschichte
Der ägyptische Präsident Abdel-Fattah al-Sisi weihte Neu-El-Alamein am 1. März 2018 ein, zusammen mit der noch unbenannten Neuen Hauptstadt Ägyptens, die Kairo als Hauptstadt Ägyptens ablösen soll. Der Kronprinz von Abu Dhabi, Scheich Muhammed bin Zayed Al Nahyan, besichtigte im März 2019 die Baustellen in Neu-El-Alamein. Die erste Bauphase wird 4,5 Milliarden US-Dollar an Baukosten in Anspruch nehmen.

## Infrastruktur
Die ägyptische Regierung möchte, dass Neu-El-Alamein eine große Anzahl von Touristen an die Mittelmeerstrände der Nordwestküste bringt. Nach Angaben der Regierung haben etwa 30 Bauträger die Genehmigung erhalten, den Bau von Hotels mit 10.000 Zimmern voranzutreiben. Daneben soll der Ort ein Kulturzentrum, drei Universitäten, Einkaufszentren, Wolkenkratzer, Moscheen und einen Kinokomplex besitzen. Die Stadt soll für eine Einwohnerzahl von drei Millionen Menschen ausgelegt werden.  Trink- und Betriebswasser soll eine Meerwasserentsalzungsanlage liefern.
Im Gegensatz zu den Badeorten an der Nordwestküste, die über Privatstrände verfügen, die für die Öffentlichkeit nicht zugänglich sind, ist Neu-El-Alamein als offene Stadt konzipiert, dessen Strände für die Allgemeinheit zugänglich sein sollen.